# Иконопочитание
Иконопочита́ние — догмат Православной и Католической церквей, установленный на Седьмом Вселенском соборе, а также и сама практика почитания икон (существует также в миафизитских церквах, отделившихся за три столетия до принятия догмата, то есть формально его не исповедующих).

## История
Изображение Христа, Богородицы, святых, библейских сцен известны в христианстве начиная со II века. К IV веку стены христианских храмов уже повсеместно украшались живописными изображениями. Василий Великий в слове, посвящённом памяти мученика Варлаама Антиохийского, призывает живописцев изобразить подвиги святого, Иоанн Златоуст пишет о распространении изображений Мелетия Антиохийского, а Феодорит Кирский сообщает о портретах Симеона Столпника, продаваемых в Риме. Несмотря на такую поддержку изображения лиц и событий Священной и церковной истории, в этот же период появляются первые возражения против употребления икон. Так, Евсевий Кесарийский отрицательно высказывается про желание сестры императора иметь икону Христа. Это он объясняет не ветхозаветным запретом, а тем, что божественная природа неизобразима.
До периода III века в связи с активными гонениями евангельские смыслы изображались очень завуалированно и символично. Основным символическим изображением Христа был Агнец. 82-м Правилом Пято-Шестого (Трулльского) собора в 692 году запрещается использовать указующие, обычно ветхозаветные, символы (тот же Агнец), и рекомендуется «отныне образ агнца, вземлющего грехи мира, Христа Бога нашего, на иконах представлять по человеческому естеству, вместо ветхого агнца, да чрез то созерцая смирение Бога-Слова, приводимся к воспоминанию жития Его во плоти, Его страдания и спасительные смерти, и сим образом совершившагося искупления мира».
В Византийской империи в VIII — начале IX веков возникает активное движение иконоборцев, направленное против почитания икон. В этот период попытку дать богословское обоснование иконопочитания сделал преподобный Иоанн Дамаскин (675—753).

## Догмат
Догмат об иконопочитании был окончательно сформирован на Седьмом Вселенском соборе, состоявшемся в 787 году.

### На древнегреческом языке
Τούτων οὕτως ἐχόντων, τήν βασιλικήν ὥσπερ ἐρχόμενοι τρίβον, ἐπακολουθοῦντες τῇ θεηγόρῳ διδασκαλίᾳ τῶν ἁγίων πατέρων ἡμῶν, καί τῇ παραδόσει τῆς καθολικῆς ἐκκλησίας ∙ τοῦ γάρ ἐν αὐτῇ οἰκήσαντος ἁγίου πνεύματος εἶναι ταύτην γινώσκομεν ∙ ὁρίζομεν σύν ἀκριβείᾳ πάσῃ καί ἐμμελείᾳ

παραπλησίως τοῦ τύπου τοῦ τιμίου καί ζωοποιοῦ σταυροῦ ἀνατίθεσθαι τάς σεπτάς καί ἁγίας εἰκόνας, τάς ἐκ χρωμάτων καί ψηφῖδος καί ἑτέρας ὕλης ἐπιτηδείως ἐχούσης ἐν ταῖς ἁγίαις τοῦ Θεοῦ ἐκκλησίαις, ἐν ἱεροῖς σκεύεσι καί ἐσθῆσι, τοίχοις τε καί σανίσιν, οἴκοις τε καί ὁδοῖς ∙ τῆς τε τοῦ κυρίου καί Θεοῦ καί σωτῆρος ἡμῶν Ἰησοῦ Χριστοῦ εἰκόνος, καί τῆς ἀχράντου δεσποίνης ἡμῶν ἁγίας Θεοτόκου, τιμίων τε ἀγγέλων, καί πάντων ἁγίων καί ὀσίων ἀνδρῶν. Ὅσῳ γάρ συνεχῶς δι' εἰκονικῆς ἀνατυπώσεως ὁρῶνται, τοσοῦτον καί οἱ ταύτας θεώμενοι διανίστανται πρός τήν τῶν πρωτοτύπων μνήμην τε καί ἐπιπόθησιν, καί ταύταις τιμητικήν προσκύνησιν καί ἀσπασμόν ἀπονέμειν, ού μήν τήν κατά πίστιν ἡμῶν ἀληθινήν λατρείαν, ἥ πρέπει μόνῃ τῇ θείᾳ φύσει. Ἀλλ' ὅν τρόπον τῷ τύπῳ τοῦ τιμίου καί ζωοποιοῦ σταυροῦ καί τοῖς ἁγίοις εὐαγγελίοις καί τοῖς λοιποῖς ἱεροῖς ἀναθήμασι, καί θυμιασμάτων καί φώτων προσαγωγήν πρός τήν τούτων τιμήν ποιεῖσθαι, καθώς καί τοῖς ἀρχαίοις εὐσεβῶς εἴθισται. Ἡ γάρ τῆς εἰκόνος τιμή ἐπί τό πρωτότυπον διαβαίνει ∙ καί ὁ προσκυνῶν τήν εἰκόνα, προσκυνεῖ ἐν αὐτῇ τοῦ ἐγγραφομένου τήν ὑπόστασιν.

### На латинском языке
His itaque se habentibus, Regiae quasi continuati semitae, sequentesque divinitus inspiratum sanctorum Patrum nostrorum magisterium, et catholicae traditionem Ecclesiae (nam Spiritus Sancti hanc esse novimus, qui nimirum in ipsa inhabitat), definimus in omni certitudine ac diligentia,

sicut figuram pretiosae ac vivificae crucis, ita venerabiles ac sanctas imagines proponendas, tam quae de coloribus et tessellis, quam quae ex alia materia congruenter se habente in sanctis Dei ecclesiis et sacris vasis et vestibus et in parietibus ac tabulis, domibus et viis; tam videlicet imaginem domini Dei et salvatoris nostri Iesu Christi, quam intemeratae dominae nostrae sanctae Dei genitricis, honorabilium que angelorum, et omnium sanctorum simul et almorum virorum. Quanto enim frequentius per imaginalem formationem videntur, tanto qui has contemplantur, alacrius eriguntur ad primitivorum earum memoriam et desiderium, et his osculum et honorariam adorationem tribuendam. Non tamen veram latriam, quae secundum fidem est, quae que solam divinam naturam decet, impartiendam; ita ut istis, sicuti figurae pretiosae ac vivificae crucis et sanctis evangeliis et reliquis sanctis monumentis, incensorum et luminum ad harum honorem efficiendum exhibeatur, quemadmodum et antiquis piae consuetudinis erat. Imaginis enim honor ad primitivum transit; et qui adorat imaginem, adorat in ea depicti subsistentiam.

### На русском языке
Поэтому мы, шествуя как бы царским путём и следуя богоглаголивому учению святых отцов и преданию кафолической церкви и Духу Святому, в ней живущему, со всяким тщанием и осмотрительностью определяем:
подобно изображению честного и животворящего Креста, полагать во святых Божиих церквах, на священных сосудах и одеждах, на стенах и на досках, в домах и на путях, честные и святые иконы, написанные красками и сделанные из мозаики и из другого пригодного к этому вещества, иконы Господа и Бога и Спаса Нашего Иисуса Христа, непорочные Владычицы нашея Святыя Богородицы, также и честных ангелов и всех святых и преподобных мужей. Ибо, чем чаще через изображение на иконах они бывают видимы, тем более взирающие на них побуждаются к воспоминанию о самих первообразах (των πρωτοτύπων) и к любви к ним и к тому, чтобы чествовать их лобызанием и почитательным поклонением (τιμητικήν προσκύνησιν), не тем истинным по нашей вере служением (λατρείαν), которое приличествует одному только Божескому естеству, но почитанием по тому же образцу, как оно воздается изображению честного и животворящего Креста и святому Евангелию, и прочим святыням, фимиамом и поставлением свечей, как делалось это по благочестивому обычаю и древними. Ибо честь, воздаваемая образу, восходит (διαβαίνει) к первообразу, и поклоняющийся (ο προσκυνών) иконе поклоняется (προσκυνεί) ипостаси изображённого на ней.
— Догмат об иконопочитании Трехсот шестидесяти седми святых отец Седьмого Вселенского Собора
Догмат иконопочитания подчёркивает, что чествование икон и поклонение им (в смысле поклона, внешнего знака почтения, а не служения-латрии, «приличествующего одному только Божескому естеству») относится не к самому изображению и, тем более, не к материалу, из которого оно изготовлено, а к изображённому лицу (первообразу)— следовательно, не имеет характера идолопоклонства. Иконопочитание возможно по причине Воплощения Бога-Слова, Иисуса Христа, изображаемого по человеческой природе, от которой в Его единой ипостаси неотделима природа Божественная. В соответствии с определением «Честь, воздаваемая образу, восходит к первообразу», образ, указывающий на Личности (ипостаси), есть действительно (по действию-энергии) сама Личность, хотя и не тождественен ей.
Окончательное восстановление иконопочитания в Византии произошло в 843 году при императрице Феодоре («Торжество Православия»).
Догмат о почитании икон отвергается рядом протестантских церквей, либо считающих иконопочитание идолопоклонством, либо избегающих его как вводящего в соблазн. Протестанты, как правило, отрицают внешние знаки иконопочитания, а некоторые радикальные течения — само использование изображений для украшения мест богослужения. Тем не менее, они в большинстве случаев не разделяют богословской аргументации иконоборцев о неизобразимости Христа, поэтому изображают Его и евангельские сюжеты в своей издательской продукции.
Католическая церковь закрепила этот догмат в десятом члене Тридентского символа веры:
Firmissime assero, imagines Christi ac Deiparæ semper Virginis, necnon aliorum Sanctorum habendas et retiendas esse, atque eis debitum honorem et venerationem impertiendum.
Твёрдо исповедую, что следует иметь и хранить образа Христа и Приснодевы Матери Божией, а также других святых и воздавать Им почести и уважение, которых они заслуживают.

Также на Тридентском соборе было дано толкование этого догмата:
Изображения Христа, Пресвятой Девы и других святых следует иметь и держать в храмах, воздавая им должную честь и поклонение, не потому, что в них присутствует некая божественность и сила, ради которой они почитаемы, и не потому, что к ним следует обращаться с мольбами или полагать в них веру, как возлагали некогда язычники надежду свою на идолов; но поклонение, которое воздают этим образам, относится к первообразу, в них изображённому. Так, через иконы, которые мы целуем, перед которыми обнажаем голову и преклоняем колени, мы поклоняемся Христу и почитаем святых, подобие которых они представляют.